# Episodi de La saga dei Forsyte
La serie televisiva La saga dei Forsyte, composta da 26 episodi, è stata trasmessa in Gran Bretagna dal canale BBC Two dal 7 gennaio 1967 al 1º luglio 1967.
In Italia la serie è stata trasmessa negli anni 1970 sulla Rai.
| n° | Titolo originale           | Titolo italiano | Prima TV originale | Prima TV Italia |
| -- | -------------------------- | --------------- | ------------------ | --------------- |
| 1  | A Family Festival          |                 | 7 gennaio 1967     |                 |
| 2  | A Family Scandal           |                 | 14 gennaio 1967    |                 |
| 3  | The Pursuit of Happiness   |                 | 21 gennaio 1967    |                 |
| 4  | Dinner at Swithins         |                 | 28 gennaio 1967    |                 |
| 5  | A Man of Property          |                 | 4 febbraio 1967    |                 |
| 6  | Decisions                  |                 | 11 febbraio 1967   |                 |
| 7  | Into the Dark              |                 | 18 febbraio 1967   |                 |
| 8  | Indian Summer of a Forsyte |                 | 25 febbraio 1967   |                 |
| 9  | In Chancery                |                 | 4 marzo 1967       |                 |
| 10 | The Challenge              |                 | 11 marzo 1967      |                 |
| 11 | In the Web                 |                 | 18 marzo 1967      |                 |
| 12 | Birth of a Forsyte         |                 | 25 marzo 1967      |                 |
| 13 | Encounter                  |                 | 1° aprile 1967     |                 |
| 14 | Conflict                   |                 | 8 aprile 1967      |                 |
| 15 | To Let                     |                 | 15 aprile 1967     |                 |
| 16 | A Family Wedding           |                 | 22 aprile 1967     |                 |
| 17 | The White Monkey           |                 | 29 aprile 1967     |                 |
| 18 | Afternoon of a Dryad       |                 | 6 maggio 1967      |                 |
| 19 | No Retreat                 |                 | 13 maggio 1967     |                 |
| 20 | A Silent Wooing            |                 | 20 maggio 1967     |                 |
| 21 | Action for Libel           |                 | 27 maggio 1967     |                 |
| 22 | The Silver Spoon           |                 | 3 giugno 1967      |                 |
| 23 | Strike                     |                 | 10 giugno 1967     |                 |
| 24 | Afternoon at Ascot         |                 | 17 giugno 1967     |                 |
| 25 | Portrait of Fleur          |                 | 24 giugno 1967     |                 |
| 26 | Swan Song                  |                 | 1º luglio 1967     |                 |